# CAMPSA

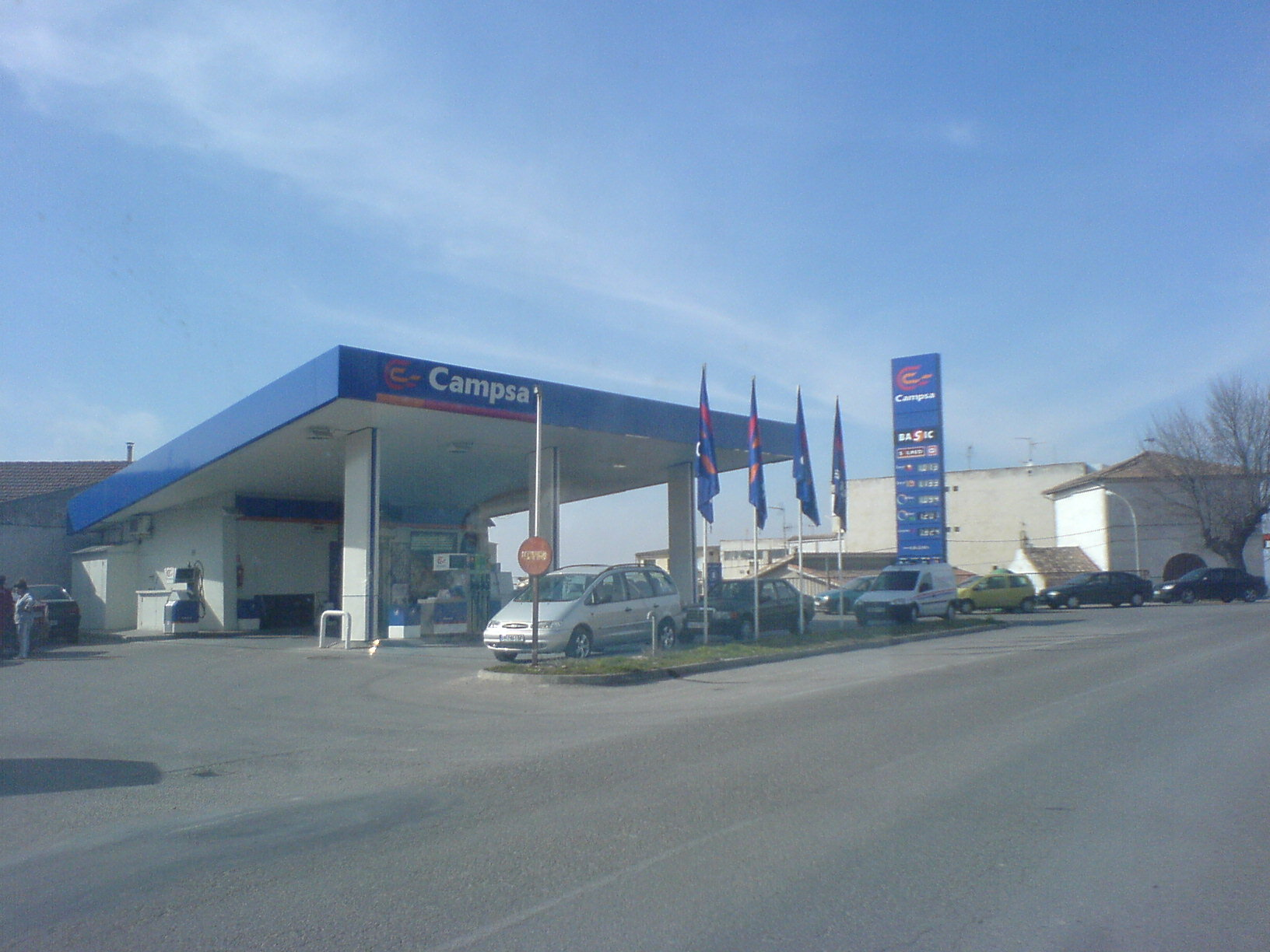
Gasolinera de CAMPSA en Portillo, Valladolid.

CAMPSA (Companyia Arrendatària del Monopoli de Petrolis S.A.) va ser una empresa espanyola creada el 1927 gràcies a la Llei del Monopoli de Petrolis de 1927.
La seva funció era administrar la concessió del monopoli estatal de petrolis, segons el Reial decret Llei del 28 de juny de 1927, promogut pel ministre d'Hisenda durant la Dictadura de Primo de Rivera, José Calvo Sotelo.
Originalment una empresa mixta amb participació minoritària de l'Estat que va guanyar la concessió el 1927, renovada el 1947.
El 1977 l'Estat va assumir el 50% del control de l'accionariat.

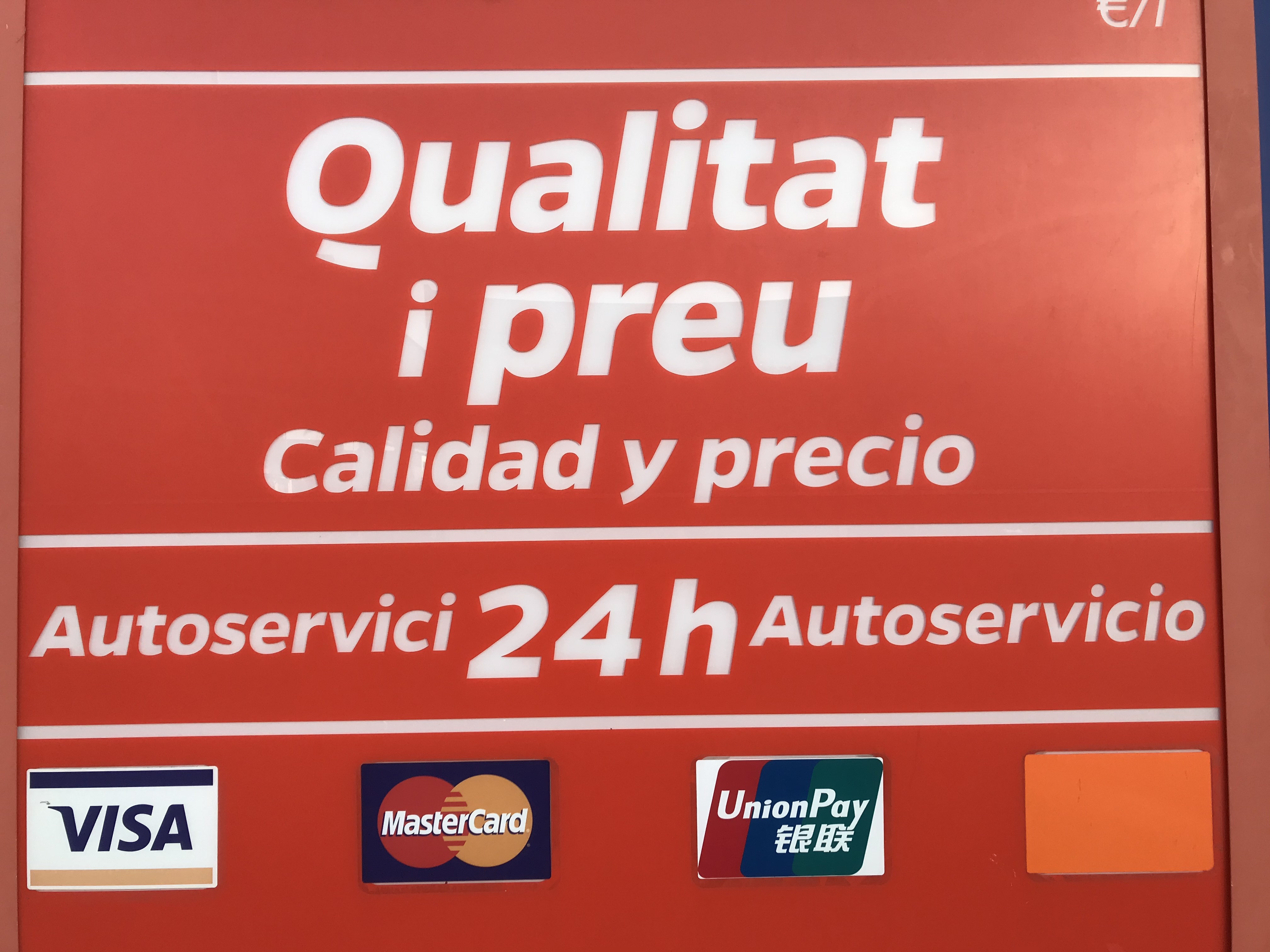
Gasolinera d'autoservici Campsa-Express a Paiporta (País Valencià)

A causa de les exigències antimonopolistes imposades per la Comunitat Econòmica Europea (actual Unió Europea), la seva xarxa comercial (exclosos els aeroports) va ser dissolta el 1992, i es van distribuir els seus actius entre les diverses petrolieres que en aquell moment operaven en el mercat espanyol en funció de la seva quota de presència en el mateix: Repsol, Cepsa i BP, principalment.
La marca CAMPSA va passar a incorporar-se a la companyia Repsol com una simple marca comercial d'aquesta empresa, igual que va ocórrer amb la també absorbida Petronor.
Amb els actius romanents del monopoli (logístics) es va constituir la societat Compañia Logística de Hidrocaburos (CLH).
Repsol té previst que, amb l'objectiu de simplificar la seva imatge corporativa, la marca desaparegui en 2010.